# Scaftworth
Scaftworth – osada i civil parish w Anglii, w Nottinghamshire, w dystrykcie Bassetlaw. W 2001 civil parish liczyła 61 mieszkańców. Scaftworth jest wspomniana w Domesday Book (1086) jako Scafteorde.